# Jakub Pešek
Jakub Pešek (ur. 24 czerwca 1993 w Chrudimiu) – czeski piłkarz występujący na pozycji pomocnika, od 2025 w polskim klubie Wieczysta Kraków. Wychowanek Sparty Praga, w trakcie swojej kariery grał także w Dynamie Czeskie Budziejowice i Slovanie Liberec. W latach 2020–2022 był reprezentantem Czech.

## Kariera klubowa
Pešek zadebiutował w rozgrywkach czeskiej pierwszej ligi w barwach Sparty Praga 9 listopada 2014 roku, wchodząc na boisko jako rezerwowy w 90. minucie za Ladislava Krejčíego w wyjazdowym meczu przeciwko Slovácko, który zakończył się zwycięstwem 2:0 dla Sparty.
W styczniu 2015 roku został wypożyczony do Dynama Czeskie Budziejowice, a w połowie 2017 roku podpisał z nim stały kontrakt. W sezonie 2017/2018 strzelił 6 bramek w 28 meczach ligowych dla Dynama, co zaowocowało jego transferem do Slovana Liberec przed rozpoczęciem sezonu 2018/2019. Po sezonie 2020/2021 powrócił do Sparty Praga, podpisując trzyletnią umowę. W swoim ostatnim sezonie w klubie, w dwa miesiące poprzedzające odejście do Polski, rozegrał dwa mecze fazy ligowej Ligi Mistrzów.
27 stycznia 2025 roku przeniósł się do polskiego drugoligowego klubu Wieczysta Kraków, podpisując osiemnastomiesięczny kontrakt z opcją przedłużenia o kolejny rok.

## Kariera reprezentacyjna
6 września 2020 roku Pešek otrzymał swoje pierwsze powołanie do czeskiej reprezentacji narodowej na mecz Ligi Narodów przeciwko Szkocji. Przyczyniła się do tego również przymusowa kwarantanna pierwszej drużyny, która wcześniej rozegrała spotkanie ze Słowacją. W swoim debiucie w reprezentacji zdobył bramkę już w 12. minucie meczu, otwierając wynik na Andrův stadionie. Spotkanie jednak zostało odwrócone przez Szkotów, którzy zwyciężyli 2:1.
W maju 2021 roku ogłoszono, że Pešek znalazł się w kadrze na nadchodzące Mistrzostwa Europy, mimo że wcześniej rozegrał w reprezentacji tylko jedno spotkanie. Na swojej pozycji zastąpił kontuzjowanego Jana Kopica. W związku z możliwym powołaniem wcześniej przesunął termin swojego ślubu.